# Currimao
Currimao is een gemeente in de Filipijnse provincie Ilocos Norte op het eiland Luzon. Bij de laatste census in 2010 telde de gemeente bijna 12 duizend inwoners.

## Geografie

### Bestuurlijke indeling
Currimao is onderverdeeld in de volgende 23 barangays:
| - Anggapang Norte - Anggapang Sur - Bimmanga - Cabuusan - Comcomloong - Gaang - Lang-ayan-Baramban - Lioes - Maglaoi Centro - Maglaoi Norte - Maglaoi Sur - Paguludan-Salindeg | - Pangil - Pias Norte - Pias Sur - Poblacion I - Poblacion II - Salugan - San Simeon - Santa Cruz - Tapao-Tigue - Torre - Victoria |

## Demografie
Currimao had bij de census van 2010 een inwoneraantal van 11.970 mensen. Dit waren 665 mensen (5,9%) meer dan bij de vorige census van 2007. Ten opzichte van de census van 2000 was het aantal inwoners gegroeid met 1.355 mensen (12,8%). De gemiddelde jaarlijkse groei in die periode kwam daarmee uit op 1,21%, hetgeen lager was dan het landelijk jaarlijks gemiddelde over deze periode (1,90%).

De bevolkingsdichtheid van Currimao was ten tijde van de laatste census, met 11.970 inwoners op 34,08 km², 351,2 mensen per km².

## Geboren in Currimao
- Salvador Lopez (geboren 27 mei 1911), diplomaat, schrijver, minister en universiteitsbestuurder (overleden 1998).